# Asebu (peuple)
Asebu (également connu sous le nom de Sabou) est une ancienne chefferie fanti et une ville du district d'Abura/Asebu/Kwamankese, dans la région centrale du Ghana. Dans l'histoire de la Côte de l'Or, Asebu est remarquable pour être la première chefferie Fante à signer un traité avec les Provinces-Unies en 1612. Le traité permet aux Néerlandais d'établir Fort Nassau à Mouri, maintenant connu sous le nom de Moree.
Asebu Amanfi, également connu sous le nom de Géant d'Asebu, est un roi guerrier et le fondateur du royaume d'Asebu dans la région centrale du Ghana,.